# El hoyo
El hoyo (bra: O Poço; prt: A Plataforma) é um filme espanhol de 2019, dos gêneros suspense, terror e ficção científica, dirigido por Galder Gaztelu-Urrutia e estrelado por Iván Massagué, Antonia San Juan, Zorion Eguileor, Emilio Buale Coka e Alexandra Masangkay. O filme se passa em um grande "Centro de Autogestão Vertical" em estilo torre. Seus moradores, que são transferidos por vários crimes ou desejos, devem alternar entre seus vários andares todo mês, são alimentados por uma plataforma que, inicialmente cheia de comida no último andar, desce gradualmente pelos níveis da torre, parando por um período fixo de tempo em cada um. O sistema inevitavelmente leva ao conflito, pois os moradores dos níveis superiores comem o máximo que podem, com cada nível recebendo apenas as sobras dos anteriores.
Estreou no Festival Internacional de Cinema de Toronto de 2019 (TIFF), onde ganhou o Prêmio Escolha do Público para Midnight Madness. No TIFF, o filme também garantiu um acordo mundial de streaming com a Netflix. Foi lançado nos cinemas da Espanha em 8 de novembro de 2019 pela Festival Films. Em geral, recebeu resenhas positivas dos críticos.

## Elenco
- Iván Massagué [es] como Goreng
- Zorion Eguileor [es] como Trimagasi
- Antonia San Juan como Imoguiri
- Emilio Buale [es] como Baharat
- Alexandra Masangkay [es] como Miharu
- Eric L. Goode como Sr. Brambang
- Mario Pardo [es] como amigo de Baharat

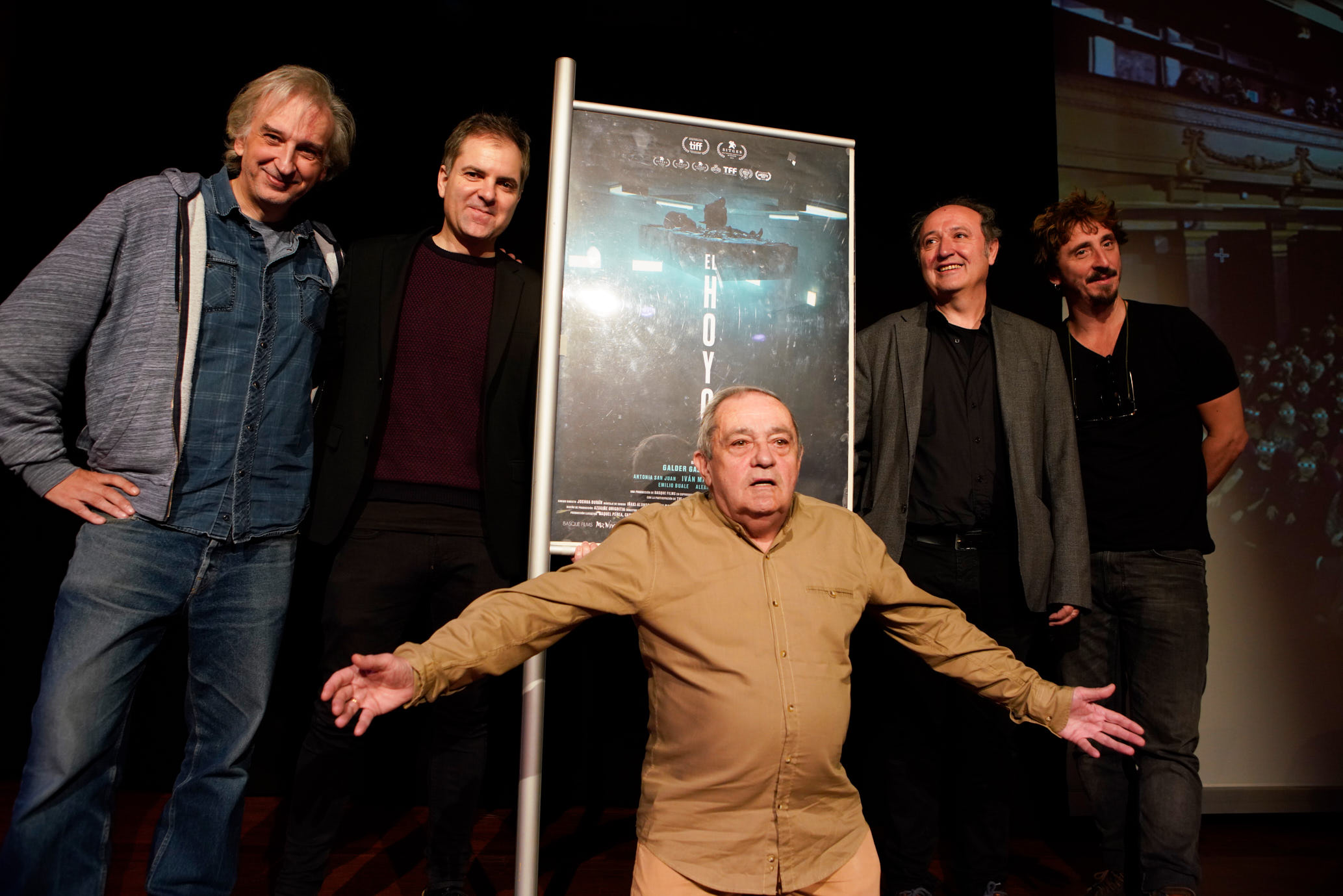
Elenco e equipe em uma coletiva de imprensa em outubro de 2019.

- Txubio Fernández de Jáuregui como Chef

## Lançamento
O filme foi lançado na Espanha em 8 de novembro de 2019 pela Festival Films. The Platform foi lançado na Netflix internacionalmente (incluindo a Espanha) em 20 de março de 2020. Em julho de 2020, a Netflix revelou que o filme foi visto por 56 milhões de lares nas primeiras quatro semanas de lançamento, um dos maiores números de um de seus filmes originais.

## Recepção

### Crítica
No site agregador de críticas Rotten Tomatoes, 81% das 98 resenhas dos críticos são positivas, com uma classificação média de 7,2/10. O Metacritic, que usa uma média ponderada, atribuiu ao filme uma pontuação de 73 em 100, baseado em 15 críticos, indicando críticas "geralmente favoráveis".